# ملتشبورن (بيدفوردشير)
ملتشبورن (بالإنجليزية: Melchbourne)‏ هي قرية تقع في المملكة المتحدة في شرق انجلترا.